# Jacques-Philippe-Augustin Douchet
Pour les articles homonymes, voir Douchet.
Jacques-Philippe-Augustin Douchet, né et mort au XVIIIe siècle est un grammairien français.
Avocat au Parlement, Douchet enseignait le latin à l’École militaire. Il est l’auteur des Principes généraux et raisonnés de l’orthographe française, avec des remarques sur la prononciation, 1762, in-12.
Après la mort de Dumarsais, iI a rédigé, avec Beauzée, plusieurs articles de grammaire, pour l’Encyclopédie de Diderot, dont l’article grammaire.

## Source
- Nicolas Le Moyne Des Essarts, Les Siècles littéraires de la France, t. 2, Paris, chez l’auteur, 1800, p. 382.